# Берне-Неві-ан-Шампань
Берне-Неві-ан-Шампань (фр. Bernay-Neuvy-en-Champagne) — муніципалітет у Франції, у регіоні Пеї-де-ла-Луар, департамент Сарта. Берне-Неві-ан-Шампань утворено 1 січня 2019 року шляхом злиття муніципалітетів Берне-ан-Шампань i Неві-ан-Шампань. Адміністративним центром муніципалітету є Неві-ан-Шампань. Населення — 794 особи (01.01.2021).